# Trådliljeväxter
Trådliljeväxter (Laxmanniaceae) är en familj med 14-15 släkten och cirka 180 arter. Familjen finns representerad i Australien, Madagaskar, Indien, Sydostasien, Oceanien och Sydamerika. Hit räknas också Lomandraceae.